# پولیوماویریده
پولیوماویریده (نام علمی: Polyomaviridae) نام یک تیره از ویروس‌هاست، که میزبان اولیهٔ آنان پستانداران و پرندگان هستند.
طبق آخرین طبقه‌بندی «کمیتهٔ بین‌المللی آرایه‌شناسی ویروس‌ها» در سال ۲۰۱۸ میلادی، ۸۹ گونه در این خانواده (در چهار سرده اصلی) و ۹ گونهٔ فاقد سرده وجود دارد. از این تعداد، ۱۳ گونهٔ آنها، انسان‌ها را آلوده می‌کنند، و تا حد کمتری نیز بقیهٔ گونه‌ها نظیر SV40 می‌توانند به انسان سرایت کنند. بسیاری از این ویروس‌ها نظیر ویروس بی‌کی و ویروس جی‌سی بسیار فراگیر هستند و معمولاً در بیشتر افراد بدون علامت اند. با این وجود، برخی نیز با بیماری‌هایی نظیر ضعف ایمنی در افراد در ارتباط اند. ویروس بی‌کی با بروز نفروپاتی در دریافت‌کنندگان پیوند کلیه و پیوند سایر اعضاء بدن نقش دارند. ویروس جی‌سی نیز با لکوانسفالوپاتی چندکانونی پیشرونده، و پولیوماویروس سلول مرکل با سرطان سلول مرکل مرتبط است.
برخی از اعضای این خانوادهٔ ویروسی، اونکوژن (سرطان‌زا) هستند و می‌توانند زمینه‌ساز ایجاد تومور شوند. این ویروس‌های خاص در بدن میزبان به‌صورت نهفته و خاموش باقی مانده و علامتی ندارند؛ اما ممکن است در گونه‌های جانوری مختلف و در افرادی که دستگاه ایمنی ناکارآمد یا ضعیف دارند، باعث ایجاد تومور شوند.
این خانوادهٔ ویروسی نخستین بار به‌سبب خواص سرطان‌زایی‌شان کشف شدند، و برخی از اعضای آن به‌ویژه پولیوماویروس‌های موشی به‌طور گسترده‌ای تحت بررسی و مطالعه واقع شده‌اند، تا دریابند با چه سازوکاری موجب بروز سرطان می‌شوند. نام «پولیوما» اشاره به قدرت ویروس در ایجاد «چندین» (-poly) نوع «تومور» (oma-) دارد.